# التهاب شعبي معدي
الالْتِهَاب الشُعَبِي المُعْدِي أو الْتِهابُ القَصَباتِ العَدْوائِيُّ الطَّيرِيّ (بالإنجليزية: Avian infectious bronchitis)‏ هو مرض فيروسي يصيب الدواجن في مختلف أطوارها العمرية. 

## أعراض المرض
تدوم فترة حضانة الفيروس من 18 إلى 36 ساعة ويظهر الفيروس في الأعراض التالية 
- صعوبة التنفس
- الغرغرة
- خروج مواد مخاطية من المنخرين
- نقص في الاٍنتاج
- قشرة البيضة تكون رقيقة
- نسبة النفوق 25%

## تشريح
يظهر تشريح الحيوانات المصابة العديد من الأعراض أهمها:
- وجود مواد سائلة ومخاطية ومتجبنة في القصبة الهوائية (اٍلتهاب)
- تلف قناة البيض

## تشخيص المرض
- يبقى تشخيص الفيروس معتمدا في الأساس على الأعمال المخبرية كالاليزا واٍختبار التعادل.

## وصلات خارجية
- الأمراض التي تصيب الدوجن من موقع البيطرة السورية